# Déclarations sur Ellen White

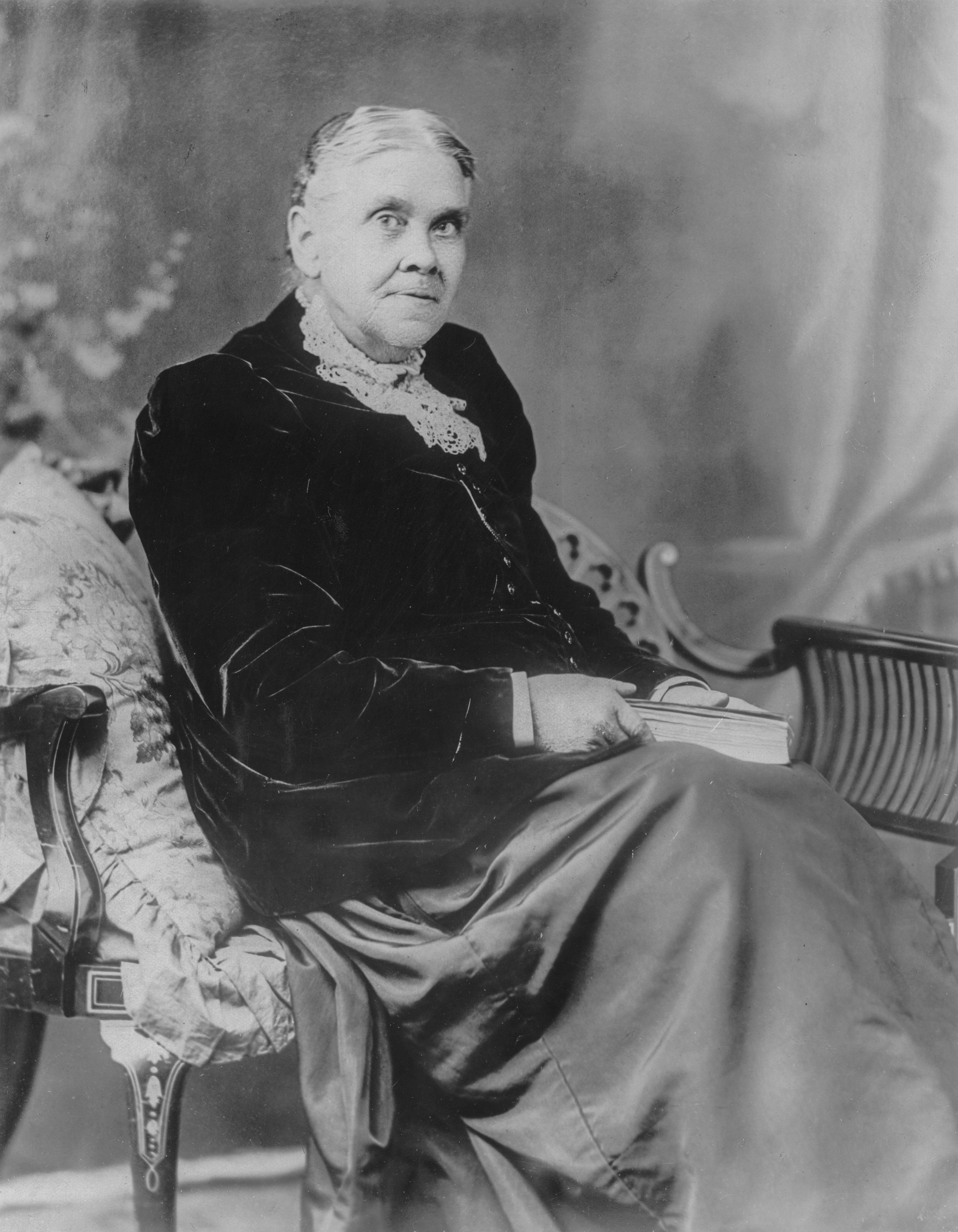
Ellen White en 1899

Les adventistes du septième jour attribuent le don de prophétie à Ellen White (1827-1915). Plusieurs déclarations précisent sa fonction, sa mission et son niveau d'autorité au sein de l'Église adventiste du septième jour.

## Déclaration de croyance
En juin 1980, au cours de la session de la Conférence générale de l'Église adventiste du septième jour à Dallas aux États-Unis, les adventistes votèrent la formulation de leurs croyances fondamentales, dont leur croyance au don prophétique d'Ellen White.

« La prophétie fait partie des dons du Saint-Esprit. Ce don est l´une des marques distinctives de l´Église du reste et s´est manifesté dans le ministère d´Ellen White. Les écrits de cette messagère du Seigneur sont une source constante de vérité qui fait autorité et procure à l´Église encouragement, directives, instructions et répréhension. Ils affirment que la Bible est le critère auquel il faut soumettre tout enseignement et toute expérience. (Joël 2.28,29 ; Actes 2.14-21 ; Hébreux 1.1-3 ; Apocalypse 12.17 ; 19.10) »

— Croyance fondamentale 18 : Le don de prophétie, 

## Déclaration de confiance
En juin 1995, au cours de la session de la Conférence générale de l'Église adventiste du septième jour à Utrecht aux Pays-Bas, les adventistes votèrent une déclaration officielle de confiance dans le don prophétique d'Ellen White. Cette déclaration de confiance est postée dans sa totalité sur le site officiel de la Conférence Générale, le siège mondial de l'Église adventiste.

« La préoccupation principale d'Ellen White fut d'attirer l'attention sur les Saintes Écritures. Elle écrivit : "Peu d'attention a été accordée à la Bible, aussi le Seigneur a donné une petite lumière pour conduire les hommes et les femmes à la grande lumière" (Review and Herald, 30 janvier 1903). Elle croyait que, bien que ces écrits sont une "petite lumière", qu'ils sont de la lumière, et que la source de cette lumière est Dieu. »

— Extrait de la Déclaration de confiance dans l'Esprit de prophétie, 
L'expression " l'Esprit de prophétie ", mentionnée dans Apocalypse 19.10, est utilisée en référence au ministère prophétique d'Ellen White.

## Déclaration de clarification
En août 1982, l'Institut de Recherche biblique de l'Église adventiste du septième jour publia un article intitulé "l'inspiration et l'autorité des écrits d'Ellen White", dans la revue internationale pour les pasteurs adventistes, Ministry, apportant dix affirmations et dix démentis sur la relation entre la Bible et les écrits d'Ellen White :

### Principales affirmations
- Le canon des Saintes Ecritures se compose seulement des 66 livres (nombre de livres inspirés reconnus par les protestants) de l’Ancien et du Nouveau Testament.
- La Bible est l’autorité finale en toutes matières de doctrine et de pratique.
- La Bible enseigne que le don de prophétie se manifestera dans l’Église chrétienne après l’époque du Nouveau Testament.
- Le ministère et les écrits d’Ellen White sont une manifestation du don de prophétie.
- Ellen White était inspirée par le Saint-Esprit et ses écrits, produit de cette inspiration, sont applicables et font autorité pour les adventistes du septième jour en particulier.
- Le don prophétique d’Ellen White, sans être une condition préalable pour être membre de l’Église, est important pour le soutien et l’unité de l’Église adventiste du septième jour[3],[4].

### Principaux démentis
- La qualité ou le degré d’inspiration des écrits d’Ellen White ne sont pas différents de ceux de l’Ecriture.
- Les écrits d’Ellen White n'ont pas le même but que l’Ecriture, qui est la seule fondation et l’autorité finale de la foi chrétienne.
- Les écrits d'Ellen White ne sont pas une addition à la Bible : ils ne peuvent remplacer son étude, ni épuiser sa signification, ni servir comme une base doctrinale.
- Les écrits inspirés d’Ellen White ne sont pas simplement le produit d’une piété chrétienne.
- L’utilisation par Ellen White de sources et d’assistants littéraires ne nie pas l’inspiration de ses écrits[3],[4].

## Déclaration de résolution
En juin 2010, au cours de la session de la Conférence générale de l'Église adventiste du septième jour à Atlanta aux États-Unis, les adventistes votèrent une résolution sur l'Esprit de prophétie, reconnaissant la valeur et l'impact du ministère d'Ellen White et encourageant la lecture de ses écrits. Cette déclaration est postée dans sa totalité sur le site de la Conférence générale, le siège mondial de l'Église adventiste.

« Nous sommes témoins de la manière dont l'Eglise a été bénie et guidée par Dieu à travers le conseil inspiré de sa messagère. Ses conseils exaltent la Bible comme étant la Parole de Dieu, élèvent Jésus comme Créateur et Rédempteur du monde, et encourage à une vie de service et de sacrifice. [...] Nous appelons tous les adventistes du septième jour de partout à étudier ses messages dans un esprit de prière et à tirer profit de l'inspiration et des instructions qui s'y trouvent. »

— Extrait de la Résolution sur l'Esprit de prophétie